# 리하이강

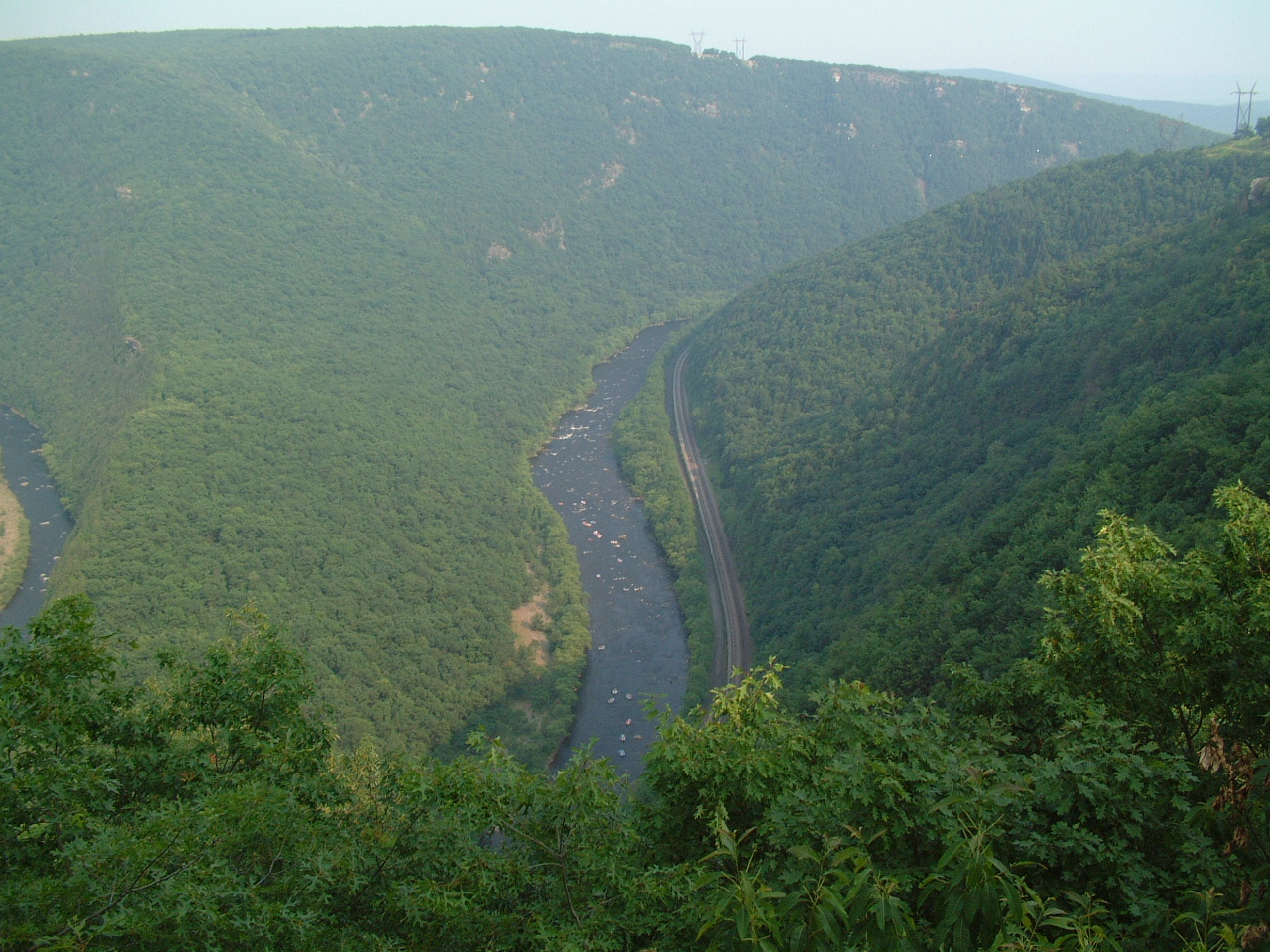
리하이강

리하이강(Lehigh River)은 펜실베이니아주 동부의 델라웨어강으로 흘러가는 109-마일 길이 (175 km) 지류이다. 이 강은 일반적으로 펜실베이니아주 북동부의 포코노 산맥에서 앨런타운과 리하이 밸리 대부분을 거쳐 이스턴에서 델라웨어강과 합류하기 전까지 남쪽으로 흐른다.
리하이강의 일부와 여러 지류는 주 펜실베이니아 보존 천연자원부에 의해 펜실베이니아 경관 강으로 지정되어 있다.
이 강의 이름은 "갈라지는 곳"을 의미하는 레나페족 언어로 강을 부르던 이름인 레체우에킨크(Lechewuekink)를 영어화한 것이다. 리하이군과 리하이 밸리 모두 이 강에서 이름을 따왔다.
1821년부터 1966년까지 리하이강은 리하이 석탄 및 항해 회사가 소유하여 미국에서 유일하게 사유 강이었다. 이 사유권은 지역 대표인 새뮤얼 프랭크가 1967년 강에 대한 통제권을 주에 반환하는 법안을 추진할 때까지 계속되었다.
펜실베이니아의 비영리 연구 센터 환경 보고서에 따르면, 리하이강 유역은 2020년 방출된 독성 물질의 양에서 전국 2위를 차지했다. 이 연구는 주의 펜실베이니아 환경 보호부의 이전 보고서와 일치하며, 대부분의 카운티 수로가 수영이나 수생 생물에 안전하지 않다는 것을 발견했다.

## 경로

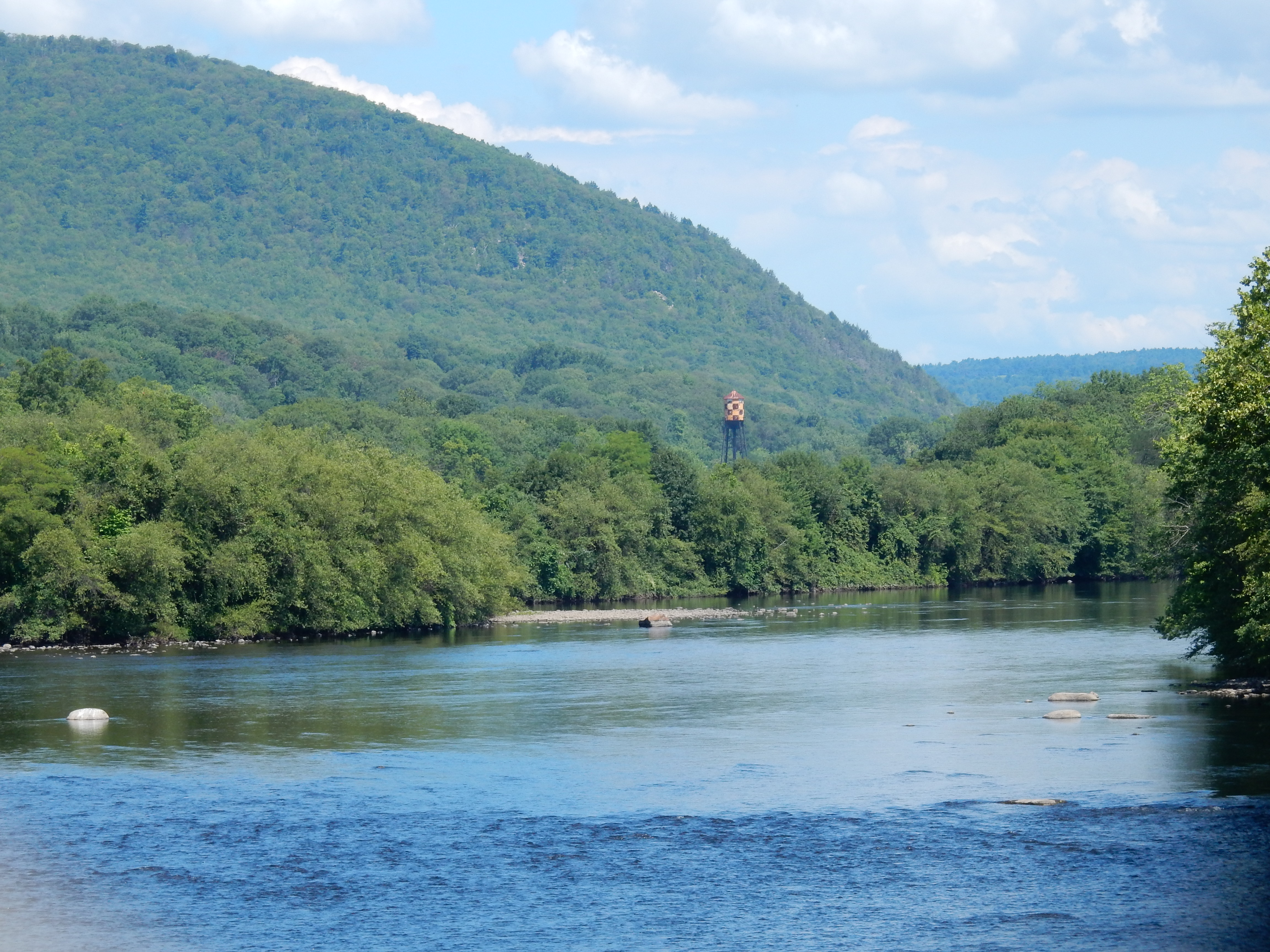
2015년 8월, 월넛포트의 리하이 밸리에 있는 리하이강

리하이강은 펜실베이니아 애팔래치아산맥의 산등성이 사이 계곡을 따라 매우 구불구불하게 흐른다. 상류는 수많은 급류로 특징지어지며 래프팅, 카약, 카누 경기를 포함한 레크리에이션 활동을 지원한다. 하류는 펜실베이니아의 역사적으로 중요한 무연탄 및 강철 생산 지역인 리하이 밸리의 심장부를 형성한다.
이 강은 펜실베이니아 북동부 포코노 지역의 웨인군 리하이 타운십 (웨인군, 펜실베이니아주)의 여러 연못에서 발원하며, 스크랜턴에서 남동쪽으로 약 15 마일 (24 km) 떨어져 있다. PA Gazetteer of Streams에 따르면 리하이강은 포코노 피크 호수의 유출수로 시작된다. 호수(자연적이지만 댐으로 막힌 수역)의 남쪽 끝에서 남쪽으로 흐르며, 1마일 후에 서쪽으로 방향을 틀고 굴즈보로를 지나면서 많은 호수와 연못의 물을 받는다.
이 강은 처음에는 래커워너군 남부를 거쳐 프랜시스 E. 월터 댐을 통과하여 남서쪽으로 흐른다. 화이트 헤이븐 근처에서 남쪽으로 방향을 틀어 리하이 고지 주립공원을 거쳐 짐 소프까지 지그재그 급류 코스를 따라가며, 그 다음에는 레히턴을 지나 남동쪽으로 흐른다. 레히턴 남동쪽에서 리하이 갭의 좁은 입구에서 블루 산 (펜실베이니아)을 통과한다. 프리먼스버그와 이스턴 사이의 6마일 구간은 빗물 배수가 모두 지하로 흐르기 때문에 "건조 지대"로 알려져 있다.
리하이 갭에서 강은 남동쪽으로 앨런타운으로 흘러 리틀 리하이 크릭과 합류하고, 그 다음에는 베슬리헴을 지나 북동쪽으로 흐르며, 뉴저지주 북서쪽과 펜실베이니아주 경계에 있는 이스턴에서 델라웨어강과 합류한다.

## 낚시
리하이강에는 송어류, 작은입우럭, 큰입배스, 피커렐, 판피시, 잉어, 메기목, 장어, 머스키를 포함한 많은 어종이 서식한다. 11~14인치 범위의 무지개송어, 브라운송어, 브룩 송어가 평균이며, 일부는 20인치 범위에서 잡히기도 한다. 작은입우럭은 수가 많지만 대부분 8~14인치 사이의 작은 크기이며, 간혹 18~21인치 범위의 물고기도 잡힌다. 30~52인치 범위의 머스키가 점점 더 많이 보고되고 있다. 강에서는 순종 머스키와 호랑이 머스키(일반적으로 불임인 진정한 머스키(Esox masquinongy)와 강꼬치고기(Esox lucius)의 교배종)가 모두 잡힌다.
2005년 이후로 리하이 냉수 어업 동맹과 펜실베이니아 어선 및 보트 위원회와 같은 다양한 단체는 미국 육군 공병대와 협력하여 프랜시스 E. 월터 댐 (F.E.W.)의 연간 유량 계획을 설계하여 봄과 여름 동안 냉수 방류를 극대화했다. 이는 F.E.W. 댐 아래에서 노샘프턴까지 강 내에서 자연적으로 번식하는 브라운송어와 같은 냉수종의 개체수 증가에 도움이 되었다.

## 급류 래프팅 및 튜빙

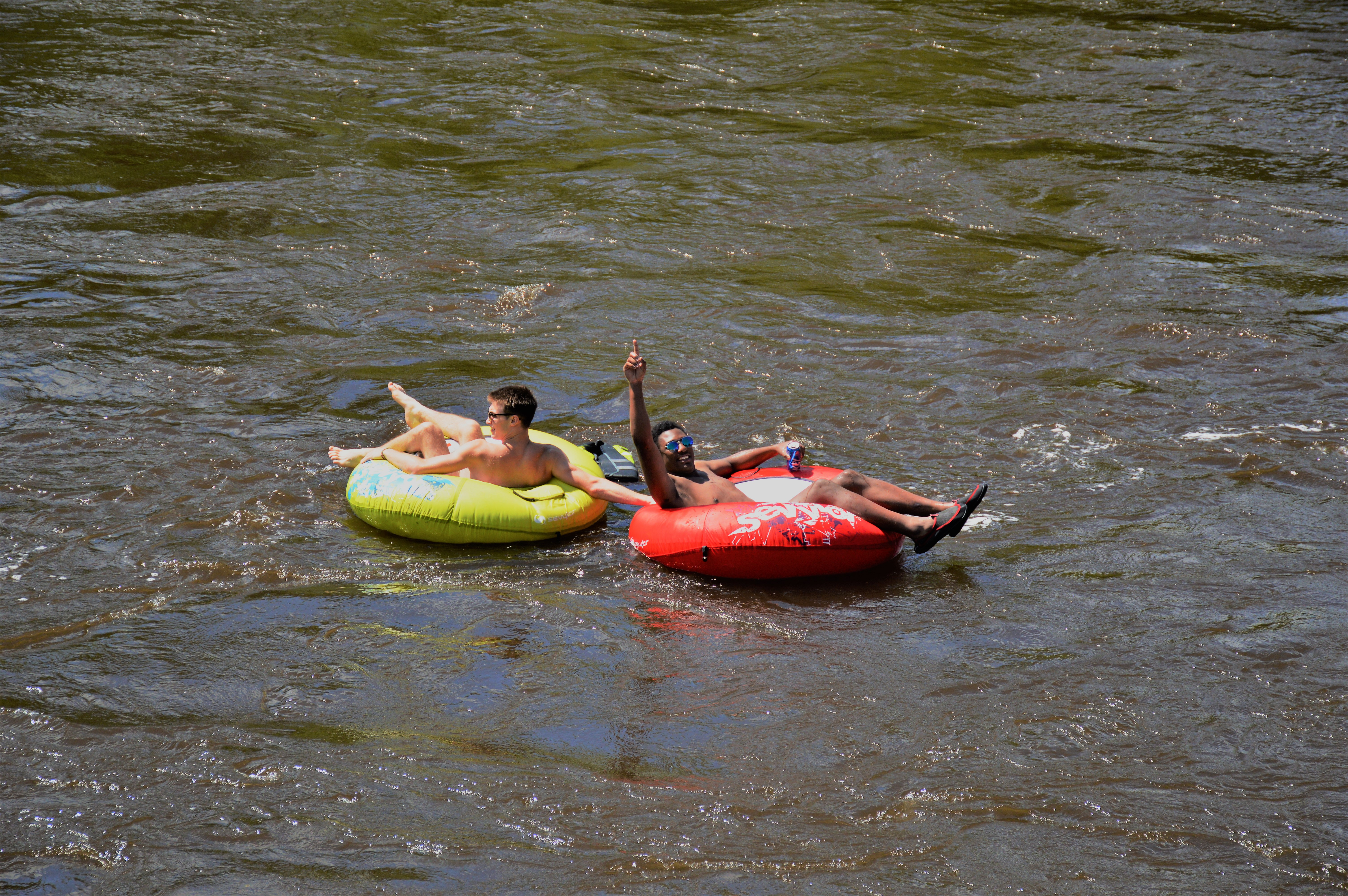
2020년 6월 리하이강에서 물 튜빙을 하는 사람들

리하이강은 클래스 I, II, III의 급류가 있는 급류 강이다. 급류 래프팅, 카약, 카누에 가장 인기 있는 리하이강 구간은 리하이 고지 주립공원을 통과하는 구간이다. 리하이 고지 주립공원은 프랜시스 E. 월터 댐에서 시작하여 짐 소프에서 끝난다. 여러 급류 장비 대여 업체가 강의 다양한 구간에서 안내 급류 래프팅 투어를 운영한다. 리하이강에서 최초의 래프팅 장비 대여 업체는 1975년에 설립된 화이트워터 챌린저스였다. 프랜시스 E. 월터 댐에서 방류된 물은 강을 보트 타기에 충분히 깊게 만든다. 리하이강에서 인기 있는 세 가지 보트 여행은 다음과 같다.
- 화이트 헤이븐에서 록포트 – 8.7마일
- 록포트에서 글렌 오노코 – 12.2마일
- 화이트 헤이븐에서 글렌 오노코 – 20.9마일